# Gabriel DropOut
Gabriel DropOut (яп. ガヴリールドロップアウト Гавури:ру дороппуауто, «Отступница Габриэль») — манга мангаки под псевдонимом Ukami. Выходит с декабря 2013 года в журнале Dengeki Daioh G издательства ASCII Media Works. Аниме-адаптация манги от студии Doga Kobo выходила с января по март 2017 года.

## Сюжет
После окончания ангельской академии её выпускников отправляют на Землю, чтобы те стали истинными ангелами. Молодые ангелы должны продолжить своё обучение в земной школе и познать людскую жизнь, чтобы потом направить людей по правильному пути и сделать их счастливыми. Габриэль — одна из лучших учениц академии, с отличием окончившая академию, теперь готова узнать, что из себя представляет Земля. Спустившись в мир людей, Габи поступает в человеческую школу, знакомится с жизнью обычных смертных и однажды очень удачно знакомится с видеоиграми, да так удачно, что в итоге через несколько дней надежда руководства академии становится абсолютно ленивой полузатворницей, не желающей ничего делать. Теперь Габриэль дни напролёт пропадает в онлайне, тратит все деньги на донат, прогуливает школу и не убирается дома. Но в действительности ли все останется как прежде? Сможет ли этот ангел измениться в новом мире, выполнить возложенную на неё задачу и принести счастье людям?

## Персонажи

### Ангелы
- Габриэль Уайт Тэмма (яп. 天真・ガヴリール・ホワイト Тэмма Гавури:ру Ховайто) / Габи (яп. ガヴ Гаву) — главная героиня, ангел. Выдающаяся ученица академии ангелов. Была отправлена на Землю, чтобы познать человеческий мир. После увлечения видеоиграми её образ сильно меняется: она становится ленивой, неряшливой и немотивированной. Всячески пренебрегает приказами начальства. Свой прежний образ примерной ученицы считает фальшивкой, а к перспективе сделаться пропащим ангелом относится с воодушевлением. Однако она не настолько равнодушна ко всему. В облике ангела одежда Габриель сменяется на белое платье, появляются белые крылья с нимбом, который из-за изменения её сущности становится чёрным. Как ангел обладает различными сверхъестественными способностями, например, способность летать и мгновенно телепортироваться, хотя с последним у Габриэль проблемы, так как перемещается только часть её одежды. Также имеет ангельский лук с волшебными стрелами и трубу апокалипсиса.

Сэйю: Мию Томита.
- Рафиэль Эйнсворт Сираха (яп. 白羽・ラフィエル・エインズワース Сираха Рафиэру Эйндзува:су) / Рафи (яп. ラフィ) — подруга Габриэль, второй ангел в классе академии ангелов после неё. На Земле учится в параллельном классе. В отличие от Габриэль она прилежна в учёбе, добра и отзывчива, но имеет садистские наклонности. Учась в академии ангелов, с воодушевлением представляла свою земную жизнь. К своему сожалению, оказавшись там, Рафи быстро начинает скучать, но, повстречав Сатаникию, понимает, что та скрасит её пребывание на Земле. Часто подшучивает над Сатаникией, а также находит интересным делать вид, что прислуживает ей. Боится лягушек. В облике ангела одежда Рафиэль сменяется на белое платье, появляется нимб и белые крылья, с помощью которых Рафи может летать.

Сэйю: Кана Ханадзава.
- Таприс Шугарбелл Тисаки (яп. 千咲・タプリス・シュガーベル Тисаки Тапурису Сюга:бэру) / Тапи (яп. タプ Тапу) — младшеклассница академии ангелов, восхищающаяся Габриэль и старающаяся во всём походить на неё. Прибывает на Землю, чтобы посмотреть на теперешнюю жизнь Габи, а за одно изучить людской мир. Довольно наивна. Думает, что Сатаникия сделала из Габриэль лентяйку и хочет вернуть последнюю в прежнее состояние, но безрезультатно. Уважает Виньетту за её доброжелательность, однако не сильно ей доверяет. Является главной героиней собственного спин-оффа.

Сэйю: Инори Минасэ.
- Мартиэль (яп. マルティエル Марутиэру) — служанка дома Рафиэль. Извращенка.

Сэйю: Юкиё Фудзи.
- Зеруэль Уайт Тэмма (яп. 天真・ゼルエル・ホワイト Тэмма Дзэруэру Ховайто) — строгая старшая сестра Габриэль. По меркам ангелов довольно могущественна, за что в Раю её называют «Дланью Господа». Боится собак, благодаря чему Габриэль одерживает над ней верх.

Сэйю: Миюки Савасиро.
- Ханиэль Уайт Тэмма (яп. 天真・ハニエル・ホワイト Тэмма Ханиэру Ховайто) — младшая сестра Габриэль. Очень активная и энергичная.

Сэйю: Сумирэ Морохоси.

### Демоны
- Виньетта Эйприл Цукиносэ (яп. 月乃瀬・ヴィネット・エイプリル Цукиносэ Винэтто Эйпуриру) / Вини (яп. ヴィーネ Ви:нэ) — подруга и одноклассница Габриэль в земной школе, демон. Была послана на Землю для изучения людского общества. Присматривает за Габриэль и пытается наставить её на путь истинный. Имеет дубликат ключа от квартиры лентяйки. Добра, всегда готова помочь окружающим. По словам Габи, в Вини ровно столько же от демона, сколько в ней самой от ангела. В облике демона обычно одета в чёрный топ и юбку, на голове девушки появляются рога, за спиной маленькие демонические крылья, с помощью которых Вини может летать. Также Виньетта владеет демоническим трезубцем. В Аду имеет питомца по имени Чаппи — крупного демонического зверя, похожего на адскую гончую.

Сэйю: Саори Ониси.
- Сатаникия МакДауэлл Курумидзава (яп. 胡桃沢・サタニキア・マクドウェル Курумидзава Сатаникиа Макудовэру) / Сатания (яп. サターニャ Сата:ня) — ещё один демон, посланный на Землю. Одноклассница Габриэль в земной школе. Претендует на звание следующей главы Ада, но на деле довольно хорошая девушка, хотя сама это отрицает и всячески пытается доказать обратное. Несмотря на попытки творить великие злодеяния, действия Сатаникии не выходят за рамки мелких пакостей. Постоянно скупает в адском телемагазине бесполезные предметы, из-за чего остаётся практически без денег со стипендии. Считает Габриэль своей конкуренткой, так как та творит больше плохого непроизвольно, чем Сатания творит намеренно. Любит мелон паны. Её родители владеют пекарней в Аду. Имеет двух питомцев: дракончика Александра (в Аду) и белого пса (на Земле), который постоянно ворует у неё выпечку. В облике демона обычно одета в чёрное платье, на голове девушки появляются рога, за спиной маленькие демонические крылья, с помощью которых Сатания может летать.

Сэйю: Наоми Одзора.

### Остальные
- Матико (яп. まち子) — староста класса Габриэль. Не знает, что Габриэль ангел, и поэтому её действия часто сбивают с толку Матико.

Сэйю: Май Футигами.
- Уэно (яп. 上野) — одноклассница Габриэль, Сатаникии и Виньетты. Член Кулинарного клуба.

Сэйю: Хина Кино.
- Танака (яп. 田中) — одноклассница Габриэль, Сатаникии и Виньетты. Член Кулинарного клуба.

Сэйю: Микако Идзава.
- Управляющий (яп. マスター Масута:) — владелец кафе, где Габриэль работает на полставки. Часто недоумевает от поведения Габриэль, но думает, что это только из-за того, что та — иностранка. Является владельцем жилого комплекса, где живёт Сатаникия.

Сэйю: Хидэюки Умэдзу.
- Девочка (яп. 少女 Сёдзё) — слепая девочка, с которой Габриэль и компания познакомились в парке. Однажды попадает под машину, и её в тяжелом состоянии доставляют в больницу. Несмотря на один из ангельских запретов, запрещающих ангелам вмешиваться в естественный ход вещей, Габи решает помочь девочке и заодно вернуть ей зрение. Появляется в Special 2.

Сэйю: Фука Харуна.
- Пёс (яп. 犬 Ину) — белый пёс, который постоянно ворует у Сатаникии дынные булочки. Сатаникия взяла пса к себе, когда его хотели отвести в приют. Питомца Сатаникии помогла приютить Габриэль, договорившись с управляющим.

Сэйю: Микако Идзава.

## Медиа

### Манга
Манга за авторством мангаки под псевдонимом Ukami начала выходить с 27 декабря 2013 года в журнале Dengeki Daioh G издательства ASCII Media Works. С 28 апреля 2014 года публикуется ежемесячно. Лицензия на выпуск манги на английском языке принадлежит издательству Yen Press.
С 27 августа в журнале Dengeki Daioh G издательства ASCII Media Works выходит спин-офф манга Tapris SugarStep (яп. タプリスシュガーステップ Тапурису сюга: сутэпу) за авторством Ukami, иллюстрированная Bafako. История, фокусирующаяся на персонаже Таприс Шугарбелл Тисаки была собрана в 3 тома по состоянию на 26 декабря 2020 года.

#### Список томов манги
| №  | На японском           | На японском            | На английском                                        | На английском          |
| №  | Дата публикации       | ISBN                   | Дата публикации                                      | ISBN                   |
| -- | --------------------- | ---------------------- | ---------------------------------------------------- | ---------------------- |
| 1  | 20 декабря 2014 года  | ISBN 978-4-04-869061-4 | 31 октября 2017 года                                 | ISBN 978-0-31-656128-0 |
| 2  | 27 ноября 2015 года   | ISBN 978-4-04-865491-3 | 23 января 2018 года                                  | ISBN 978-4-04-865491-3 |
| 3  | 27 мая 2016 года      | ISBN 978-4-04-865927-7 | 23 января 2018 года                                  | ISBN 978-0-31-656132-7 |
| 4  | 10 января 2017 года   | ISBN 978-4-04-892565-5 | 24 июля 2018 года                                    | ISBN 978-1-97-532656-2 |
| 5  | 27 сентября 2017 года | ISBN 978-4-04-893373-5 | 30 октября 2018 года                                 | ISBN 978-1-97-538243-8 |
| 6  | 25 мая 2018 года      | ISBN 978-4-04-893843-3 | 19 февраля 2019 года                                 | ISBN 978-1-97-538259-9 |
| 7  | 22 декабря 2018 года  | ISBN 978-4-04-893843-3 | 16 июля 2019 года                                    | ISBN 978-1-97-535820-4 |
| 8  | 26 августа 2019 года  | ISBN 978-4-04-912702-7 | 21 апреля 2020 года                                  | ISBN 978-1-97-530847-6 |
| 9  | 25 февраля 2020 года  | ISBN 978-4-04-913035-5 | 22 декабря 2020 года                                 | ISBN 978-1-97-531673-0 |
| 10 | 27 ноября 2020 года   | ISBN 978-4-04-913513-8 | 26 октября 2021 года                                 | ISBN 978-1-97-533605-9 |
| 11 | 27 сентября 2021 года | ISBN 978-4-04-913976-1 | 12 июля 2022 года (цифр.) 19 июля 2022 года (физич.) | ISBN 978-1-97-534370-5 |
| 12 | May 27, 2022          | ISBN 978-4-04-914425-3 | 23 мая 2023 года                                     | ISBN 978-1-97-536401-4 |
| 13 | 27 декабря 2022 года  | ISBN 978-4-04-914767-4 | 12 декабря 2023 года                                 | ISBN 978-1-97-537665-9 |
| 14 | 27 сентября 2023 года | ISBN 978-4-04-915268-5 | —                                                    |                        |

#### Tapris SugarStep
| № | Дата публикации      | ISBN                   |
| - | -------------------- | ---------------------- |
| 1 | 26 августа 2019 года | ISBN 978-4-04-912701-0 |
| 2 | 25 февраля 2020 года | ISBN 978-4-04-913034-8 |
| 2 | 26 декабря 2020 года | ISBN 978-4-04-913565-7 |

### Аниме
27 июля 2016 года в выпуске журнала «Dengeki Daioh» была анонсирована адаптация манги в виде аниме-сериала. Сериал создавался под руководством Масахико Оты на анимационной студии Doga Kobo. Сценаристом аниме выступил Такаси Аосима, дизайн персонажей предоставил Кацухиро Кумагай. Аниме выходило с 9 января 2017 года по 27 марта 2017 года. Первый эпизод прошёл предварительный показ 18 декабря 2016 года в кинотеатре Shinjuku Piccadilly в Токио. Трансляцией сериала с субтитрами занимается компания Crunchyroll. Аниме также доступно к просмотру на русском языке через русскую версию сайта дистрибьютора. 12-серийный аниме-сериал вышел на BD/DVD в трёх томах. Два OVA-эпизода были выпущены в комплекте с первым и третьим томом BD/DVD 24 марта и 24 мая 2017 года.
Начальная тема
- «Gabriel Dropkick»

Исполняет: Мию Томита, Кана Ханадзава, Саори Ониси, Наоми Одзора.
Завершающие темы
- «Hallelujah Essaim» (1-6, 8-12 серии)

Исполняет: Мию Томита, Кана Ханадзава, Саори Ониси, Наоми Одзора.
- «Gabriel no Kazoeuta» (яп. ガヴリールの数え歌 Гавури:ру но кадзоэута, The Gabriel Counting Song) (7 серия)

Исполняет: Саори Ониси.

#### Список серий аниме
| № серии | Оригинальные названия серий Английские и русские название серий | Трансляция в Японии  |
| ------- | --- | -------------------- |
| 1       | The Day I Knew I Could Never Go Back/И тогда я поняла, что назад дороги нет «Мо: модорэнай то ситта ано хи» (もう戻れないと知ったあの日) | 9 января 2017 года   |
| 2       | The Angel, the Demon, and the Class President/Ангел, демон и староста класса «Тэнси то акума то иинтё:» (天使と悪魔と委員長) | 16 января 2017 года  |
| 3       | Friends, Work, and the Summer of Bugs/Подработка, подруги и комары «Томо то кинро: то мусисасарэ но нацу но хи» (友と勤労と虫刺されの夏の日)                                                                                                   | 23 января 2017 года  |
| 4       | Summer Vacation, Ho!/Вот и летние каникулы «Идза нацуясуми» (いざ夏休み) | 30 января 2017 года  |
| 5       | The Angel Whose Illusions Were Shattered Like Hell/Ангел, чьи иллюзии пошли прахом «Соно гэнсо: о ковасарэ макутта тэнси» (その幻想を壊されまくった天使)                                                                                       | 6 февраля 2017 года  |
| 6       | Satania's Counterattack/Сатаня наносит ответный удар «Сата:ня но гякусю:» (サターニャの逆襲) | 13 февраля 2017 года |
| 7       | Vigne's Demonic Life/Дьявольские будни Вини «Ви:нэ но акума-тэки но хиби» (ヴィーネの悪魔的な日々) | 20 февраля 2017 года |
| 8       | Fall School Life/Школа осенью «Аки но гакко: сэйкацу» (秋の学校生活) | 27 февраля 2017 года |
| 9       | Christmas and New Year's Eve Surprise/Что случилось в Рождество и Новый год «Сэйя то мисока ни нанка кита» (聖夜と晦日になんか来た) | 6 марта 2017 года    |
| 10      | The Angels and Demons Return Home/Ангелы и демоны возвращаются домой «Тэнси то акума фурусато ни каэру» (天使と悪魔故郷に帰る) | 13 марта 2017 года   |
| 11      | Fun Forever After.../Нет конца веселью... «Таноси: хиби ва ицумадэмо……» (楽しい日々はいつまでも……) | 20 марта 2017 года   |
| 12      | Gabriel DropOut!/Отступница Габриэль! «Гавури:ру дороппуауто！» (ガヴリールドロップアウト！) | 27 марта 2017 года   |
| OVA 1   | A Steamy Special ~A Certain Demon's Plan to Defile an Angel's Pure Skin~/Демонический план по осквернению чистоты ангела «Юкэмури рёдзё:хэн ~Тэнси но киёрака на хада ни сэмару акума но вана~» (湯煙旅情編～天使の清らかな肌に迫る悪魔の罠～) | 24 марта 2017 года   |
| OVA 2   | An Angel's Gift/Подарок от ангела «Тэнси но окуримоно» (天使の贈り物) | 24 мая 2017 года     |

## Комментарии
1. ↑  Все английские и русские названия серий взяты с Crunchyroll.